# Hang Gió (Chi Lăng)
Hang Gió là quần thể hang động dạng karst trong dãy núi đá vôi ở lũng Khòm thôn Sao Thượng B, xã Mai Sao huyện Chi Lăng tỉnh Lạng Sơn, Việt Nam .
Hang Gió được xếp hạng di tích lịch sử, văn hóa cấp quốc gia theo Quyết định số 77/2004/QĐ-BVHTT ngày 23/08/2004 của Bộ Văn hóa - Thông tin .
Hang Gió còn có tên động Thông Gió, hoặc tên chữ là Mai Sao Phong Động, là hang nổi bật nhất trong quần thể hang nói trên.

## Mô tả
Quần thể di tích danh thắng Hang Gió bao gồm một vùng rộng lớn, với nhiều núi dá, hang đá tự nhiên thuộc dãy núi Bó Nhàn từ thôn Sao Thượng tới trung tâm xã Mai Sao. Trong số đó hang động nổi bật nhất là hang Gió, là hang có quy mô lớn, chiều dài hàng trăm mét, rộng đến 50 – 70 m, chiều cao có chỗ lên đến 30 – 40 m. Hang có 2 tầng và một tầng hầm, ít ngách phụ, trong hang it hiểm trở đi lại dễ dàng. Sàn hang tương đối bằng phẳng, vòm hang cao rộng, thoáng mát mang dáng dấp vòm nhà thờ. Vách hang có nhiều nhũ đá mang hình thù kỳ dị.
Lên Hang Gió phải bước lên 392 bậc hình chữ chi nối dài mới đến được hang. Sau đó thăm các hang khác xung quanh như Hang Công Chúa (tức hang Sân Khấu), hang Hoàng Tử (tức hang Sáng), hang Thiên Đình, hang Dơi, động Thủy Tiên (tức hang Nước) .